# Lista de nomes antigos de logradouros do Rio de Janeiro
Esta lista inclui nomes anteriores para os atuais logradouros (ruas, praças, avenidas etc.) da cidade do Rio de Janeiro, extraídos de fontes diversas (cartográficas e bibliográficas).

## Centro
- Avenida Buenos Aires = Rua do Hospício
- Avenida Marechal Floriano = Rua Larga de São Joaquim, Rua do Julião, Rua do Curtume
- Avenida Passos = Rua da Lampadosa
- Avenida Presidente Vargas = Rua do Sabão e Rua de São Pedro (ambas, paralelas, foram unidas para a construção da avenida, com a demolição dos quarteirões adjacentes), Avenida do Mangue (trecho do Viaduto dos Marinheiros até Praça Onze)[1]
- Avenida Rio Branco = Avenida Central
- Buraco do Lume ou Praça Mário Lago = Praça Melvin Jones
- Cinelândia (Praça Floriano) = Campo da Ajuda
- Largo da Carioca = Campo de Santo Antônio
- Largo de São Francisco = Praça Real da Sé Nova
- Praça da República = Campo de Santana, Campo da Aclamação, Campo da Cidade, Campo de São Domingos
- Praça Marechal Âncora = Largo do Moura[2]
- Praça Onze = Largo do Rocio Pequeno (1810-1865)
- Praça XV = Largo do Paço, Largo do Terreiro da Polé, Praça do Carmo, Terreiro do Paço
- Praça Tiradentes = Praça da Constituição, Campo da Lampadosa
- Rua Camerino = Rua do Valongo
- Rua da Carioca = Rua do Piolho
- Rua da Assembleia = Rua de São Francisco, Rua Padre Bento Cardoso, Rua da Cadeia, Rua República do Peru (1821-1837)
- Rua da Alfândega = Quitanda de Marisco e Mãe dos Homens; dos Ferradores, de Santa Efigênia, do Oratório da Pedra, de São Gonçalo Garcia
- Rua da Misericórdia = Caminho de Manuel de Brito[3]
- Rua do Senado = Rua do Resende, Rua Senador Bernardo de Vasconcelos (1884-1892)
- Rua do Teatro = Rua Souza Franco
- Rua Primeiro de Março = Caminho Manuel de Brito, Rua Direita[3]
- Rua Sete de Setembro = Rua de Trás de São Francisco de Paula
- Rua Uruguaiana = Rua da Vala
- Travessa do Ouvidor = Rua Sachet

### Lapa
- Rua do Riachuelo = Rua Matacavalos (1848-1865), Caminho da Bica, Caminho que vai para a Aldeia de Martim Afonso, Caminho para o Engenho Pequeno, Caminho para a Lagoa da Sentinela, Caminho que vai para São Cristóvão, Caminho da Bica que vai para São Cristóvão
- Rua Evaristo da Veiga = Rua dos Barbonos
- Rua Joaquim Silva = Rua de Santa Tereza
- Morro de Santa Teresa = Morro do Desterro

## Zona Norte
- Avenida Crisóstomo Pimentel de Oliveira = Estrada Rio do Pau
- Avenida Dom Hélder Câmara = Avenida Suburbana, Estrada Real de Santa Cruz
- Avenida Pastor Martin Luther King Jr. = Avenida Automóvel Clube
- Boulevard 28 de Setembro = Rua dos Macacos
- Estrada Adhemar Bebiano = Estrada Velha da Pavuna
- Rua Clarimundo de Melo = Estrada de Muriquipari

### Tijuca
- Praça Afonso Pena = Praça Castilho França[4]
- Praça Sáenz Peña = Largo da Fábrica de Chitas
- Rua Barão de Mesquita = Estrada do Andarahy[5]
- Rua Conde de Bonfim = Caminho do Andarahy Pequeno[4]
- Rua Desembargador Isidro = Rua da Fábrica das Chitas[6]
- Rua Doutor Satamini = Rua Fagundes Varela
- Rua Mariz e Barros = Rua Nova do Imperador

### Vila Isabel
- Praça Barão de Drumond = Praça Sete (do Março)

## Zona Oeste
- Avenida Ayrton Senna = Avenida Alvorada; antes Via XI
- Avenida Lúcio Costa e Avenida do Pepê = Avenida Sernambetiba; antes Via Litorânea

## Zona Sul

### Catete
- Largo do Machado = Campo das Pitangueiras, Campo das Laranjeiras, Largo da Glória (1843-1880), Praça Duque de Caxias
- Rua Almirante Tamandaré = Rua de São Francisco
- Rua Bento Lisboa = Rua da Pedreira da Candelária
- Rua Correia Dutra = Rua Bella da Princesa
- Rua Dois de Dezembro = Rua do Infante [aniversário de D. Pedro II]
- Rua Machado de Assis = Rua do Pinheiro [o Beco do Pinheiro até hoje corta a rua]

### Copacabana
- Rua Siqueira Campos = Rua Barroso

### Flamengo
- Morro da Viúva = Morro do Flamengo
- Rua Marquês de Abrantes = Caminho do Botafogo

### Glória
- Rua do Russel = Praia de Pedro I

### Ipanema
- Praça General Osório = Praça Marechal Floriano Peixoto
- Praça Nossa Senhora da Paz = Praça Coronel Valadares
- Avenida Visconde de Pirajá = Rua 20 de Novembro
- Rua Barão da Torre = Rua 28 de Agosto
- Rua Teixeira de Melo = Rua 4 de Dezembro
- Rua Jangadeiros = Rua 16 de Novembro
- Rua Vinícius de Moraes = Rua Montenegro

### Laranjeiras
- Parque Guinle = Alto do Sá
- Rio Carioca = Rio Catete
- Rua General Glicério = Rua Aliança
- Rua Paissandu = Rua de Dona Thereza
- Rua Pinheiro Machado = Rua Guanabara
- Rua Sebastião Lacerda = Rua do Leão
- Rua Soares Cabral = Beco do Fogueteiro

### Gávea
Praça Santos Dumont (Praça do Jóquei) = Largo das Três Vendas

### Leblon
- Rua Conde Bernardotte e Rua Dias Ferreira = Rua do Pau
- Rua Bartolomeu Mitre = Rua do Sapé